# Les quatre étapes de la compétence

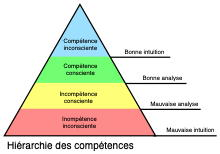
Les quatre niveaux de compétence disposés en pyramide

En psychologie, les quatre étapes de la compétence, ou le modèle d'apprentissage de la "compétence consciente", concernent les états psychologiques impliqués dans le processus de progression de l'incompétence à la compétence dans une discipline donnée. Les personnes peuvent avoir plusieurs compétences, dont certaines n'ont aucun lien entre elles, et chaque compétence se situe généralement à l'une des étapes à un moment donné. De nombreuses compétences nécessitent de la pratique pour rester à un niveau élevé de compétence.
Martin M. Broadwell, formateur en gestion, a décrit le modèle comme étant « les quatre niveaux d'enseignement » en février 1969. Le modèle a été utilisé chez Gordon Training International par son employé Noel Burch dans les années 1970. Il y a été renommé « les quatre étapes de l'apprentissage de toute nouvelle compétence ». Par la suite, le modèle a souvent été attribué à Abraham Maslow, à tort puisque le modèle n'apparaît pas dans ses œuvres majeures.
En français, le modèle a été diffusé par Sophie Courau, en 1984, dans son ouvrage Les outils d'excellence du formateur.
Les quatre étapes suggèrent que les individus sont initialement inconscients de leur manque de connaissances, ou inconscients de leur incompétence. Lorsqu'ils reconnaissent leur incompétence, ils acquièrent consciemment une compétence, puis l'utilisent consciemment. Enfin, la compétence peut être utilisée sans y réfléchir consciemment : on dit alors que l'individu a acquis une compétence inconsciente.
Plusieurs éléments, y compris aider quelqu'un à « savoir ce qu'il ne sait pas » ou à reconnaître une ignorance, peuvent être comparés à certains éléments d'une fenêtre Johari, bien que Johari traite de la conscience de soi, tandis que les quatre étapes de compétence traitent des étapes d'apprentissage.

## Étapes
Les quatre étapes sont :
1. Incompétence inconsciente
L'individu ne comprend pas ou ne sait pas comment faire quelque chose et ne reconnaît pas nécessairement cette insuffisance. Il peut nier l'utilité de la compétence. L'individu doit reconnaître sa propre incompétence et la valeur de la nouvelle compétence avant de passer à l'étape suivante. La durée qu'un individu passe à ce stade dépend de la force du stimulus d'apprentissage.
2. Incompétence consciente
Bien que l'individu ne comprenne pas ou ne sache pas comment faire quelque chose, il reconnaît l'insuffisance, ainsi que la valeur d'une nouvelle compétence pour la combler. Le fait de commettre des erreurs peut faire partie intégrante du processus d'apprentissage à ce stade.
3. Compétence consciente
L'individu comprend ou sait comment faire quelque chose. Cependant, utiliser les compétences ou les connaissances nécessite de la concentration. Cela peut être décomposé en étapes, avec une forte implication consciente dans l'exécution de la nouvelle compétence.
4. Compétence inconsciente
L'individu a tellement pratiqué une compétence qu'elle est devenue une « seconde nature » et peut être exécutée facilement. Par conséquent, la compétence peut être exécutée tout en réalisant une autre tâche. L'individu peut être en mesure de l'enseigner à d'autres, selon la manière et le moment où elle a été apprise.